# Yeong-eo-wanjeonjeongbok
Yeong-eo-wanjeonjeongbok (영어완전정복?), noto anche con il titolo internazionale Please Teach Me English, è un film del 2003 scritto e diretto da Kim Sung-su.

## Trama
Park Mun-su e Na Young-ju si incontrano durante delle lezioni di inglese, e la loro amicizia diventa progressivamente amore.